# Werner Krenkel
Werner Arno Krenkel (* 30. Oktober 1926 in Altmittweida, Amtshauptmannschaft Rochlitz; † 15. September 2015) war ein deutscher Klassischer Philologe.
Nach dem Abitur in Mittweida war Krenkel ein Jahr Neulehrer und studierte von 1947 an Latein, Archäologie und Englisch an der Universität Rostock. Nach dem Staatsexamen 1951 war Krenkel Lehrer an verschiedenen Schulen in Rostock und Ribnitz. 1953 erhielt er einen Lehrauftrag und wurde Lektor für Latein an der Universität Rostock. Krenkels Wirken ist von da an eng mit dieser Universität verbunden. Hier wurde er 1957 mit einer Arbeit Zur literarischen Kritik bei Lucilius promoviert. Auch die Habilitation folgte 1963 zum Thema Luciliana in Rostock. Seine weitere Karriere verbrachte Krenkel ebenfalls zu einem großen Teil an der Universität Rostock, von 1964 bis 1975 als Dozent für Latein und Archäologie, von 1975 bis 1991 als Außerordentlicher Professor für Lateinische Philologie und Archäologie und von 1991 bis 1993 als Ordentlicher Professor für Lateinische Philologie. Zwei Gastprofessuren im Ausland zeugen von Krenkels internationalem Ruf: 1969/70 war Krenkel Life Fellow an der Columbia University in New York City. 1972 lehrte er kurze Zeit als Gastprofessor in Alexandria.
Krenkel machte sich mit seinen Arbeiten einen Namen im In- und Ausland als herausragender Philologe. Vor allem seine Übersetzungen und Ausgaben lateinischer Autoren wie Celsus, Apuleius, Sueton, Lucilius, Plinius der Jüngere und zuletzt Varro sind in der Fachwelt hoch angesehen. Viele seiner Werke wurden sowohl in der Deutschen Demokratischen Republik wie auch in der Bundesrepublik Deutschland in angesehenen Fachverlagen veröffentlicht. Nach der Wende, als Krenkel den Lehrstuhl für Lateinische Philologie in Rostock erhielt, engagierte er sich stark bei der Neuordnung der Universität, vor allem bei der Begründung der Institute für Romanistik und für Altertumswissenschaften. 1993 wurde Krenkel emeritiert und 1994 zum Ehrensenator der Universität Rostock ernannt. 
Krenkel war seit 1950 verheiratet und hatte drei Kinder.

## Schriften
- mit Hieronymus Geist: Pompejanische Wandinschriften (= Sammlung Tusculum). 2. Auflage 1960.
- Pompejanische Inschriften. Koehler & Amelang, Leipzig 1961
  - Bundesdeutsche Ausgabe: Verlag Lambert Schneider, Heidelberg 1962
- Sueton. Werke in einem Band. Kaiserbiographien. Über berühmte Männer. Einleitung und Anmerkungen von Werner Krenkel. Aus dem Lateinischen übersetzt von Adolf Stahr und Werner Krenkel (= Bibliothek der Antike. Römische Reihe). Aufbau, Berlin-Weimar 1965.
- Lucilius, Satiren, Lateinisch und deutsch, 2 Bände (= Schriften und Quellen der Alten Welt (SQAW) Band 23,1-2). Berlin 1970 und Brill, Leiden 1970.
- Römische Satiren (= Bibliothek der Antike. Römische Reihe). Aufbau, Berlin-Weimar 1970.
  - Bundesdeutsche Ausgabe: Wissenschaftliche Buchgesellschaft, Darmstadt 1976 ISBN 3-534-06284-1.
- Erotica antiqua. Teubner, Leipzig 1990, ISBN 3-322-00741-3.
- Varro: Menippeische Satiren. Wissenschaft und Technik (= Berichte aus den Sitzungen der Joachim-Jungius-Gesellschaft der Wissenschaften e. V., Hamburg, Jahrgang 18, Heft 1). Vandenhoeck und Ruprecht, Göttingen 2000, ISBN 3-525-86303-9.